# محسن حسن
محسن حسن (ولد في 10 أكتوبر 1970 في المهدية)، هو رجل أعمال وسياسي تونسي.

## السيرة الذاتية

### الدراسات والمسار المهني
محسن حسن هو أصيل السواسي في ولاية المهدية. تحصل على الأستاذية في العلوم الاقتصادية من كلية العلوم الاقتصادية والتصرف بتونس وعلى شهادة الدراسات العليا اختصاص تصرف بنكي من معهد تمويل التنمية للمغرب العربي، وعلى تكوين مستوى مرحلة ثالثة لأساتذة المعاهد العليا للدراسات التكنولوجية من المدرسة العليا للتجارة، ومتحصل على شهادة الدراسات العليا في التقنيات البنكية من المعهد التقني البنكي بباريس وبتونس.

كما تحصل على شهادة الدراسات العليا في إدارة الأعمال اختصاص المالية (مستوى الدكتوراه التنفيذية لإدارة الأعمال EDBA) من جامعة باريس 1 - بانتيون سوربون.
هو خبير مختص لدى العديد من المنظمات الدولية، كما كان أستاذ علوم اقتصادية في كلية العلوم الاقتصادية والتصرف بتونس.

### المسار السياسي
كان نشطا قبل الثورة التونسية في حزب الخضر للتقدم أحد الأحزاب القانونية المؤدية لنظام زين العابدين بن علي.
أصبح في 2011 الناطق الرسمي باسم حزب الاتحاد الوطني الحر.

تم انتخابه كنائب في مجلس نواب الشعب عن دائرة تونس الأولى الانتخابية أثناء الانتخابات التشريعية التونسية 2014.

في 23 يناير 2015، تم اقتراحه ليصبح وزيرا للسياحة في حكومة الحبيب الصيد، ولكن هذه الحكومة لم تنل ثقة مجلس نواب الشعب، فتنازل عن هذا المنصب وتركه لسلمى اللومي الرقيق.

في 12 يناير 2016، عين وزيرا للتجارة في حكومة الحبيب الصيد. استقال حينها من مختلف مناصبه في العديد من الشركات، خاصة منصب رئيس مدير عام مجموعة GMH، لتجنب أي تعارض للمصالح، حيث أن هذه الشركات تشتغل في مجالات الاستشارات العقارية وتجارة السيارات والوجبات السريعة. استقال من منصبه في مجلس نواب الشعب وفق ما يقتضيه القانون بعدم الجمع بين المناصب، وعوض في 9 فبراير بزميلته ألفة الجويني.

بعد مغادرته الحكومة، استقال من الاتحاد الوطني الحر في 17 ديسمبر 2016 لينضم لنداء تونس، والذي بدوره استقال منه في 15 أكتوبر 2018.